# آی‌اواس ۵
آی او اس ۵ پنجمین نسخه اصلی سیستم عامل تلفن همراه آی او اس است که توسط شرکت اپل توسعه داده شده و جانشین آی او اس ۴ است. این خبر در کنفرانس جهانی توسعه دهندگان اپل در ۶ ژوئن ۲۰۱۱ اعلام شد و در ۱۲ اکتبر ۲۰۱۱ منتشر شد. آی او اس ۶ در ۱۹ سپتامبر ۲۰۱۲ به عنوان جانشین این نسخه معرفی شد.

## تاریخ

### معرفی و انتشار اولیه
آی او اس ۵ در تاریخ ۶ ژوئن ۲۰۱۱ در کنفرانس جهانی توسعه دهندگان اپل معرفی شد که در چند روز بعد نسخه بتا در دسترس توسعه دهندگان قرار گرفت.  
آی او اس ۵ به طور رسمی در ۱۲ اکتبر ۲۰۱۱ منتشر شد.  

### به روزرسانی ها
| نسخه  | ساختن       | تاریخ انتشار   | توضیحات |
| ----- | ----------- | -------------- | --- |
| ۵.۰   | 9A334       | ۱۲ اکتبر ۲۰۱۱  | انتشار اولیه |
| ۵.۰.۱ | 9A405       | ۱۲ نوامبر ۲۰۱۱ | رفع اشکالات |
| ۵.۰.۱ | 9A406       | ۱۲ دسامبر ۲۰۱۱ | رفع اشکالات |
| ۵.۱   | 9B176 9B179 | ۷ مارس ۲۰۱۲    | - برنامه دوربین برای آی پد دوباره طراحی شد - میانبر دوربین در صفحه قفل اکنون همیشه وجود دارد و یک حرکت کشویی جدید برای فعال کردن دارد (فقط آیفون و آی پاد تاچ) - محدودیت بارگیری برنامه اپ استور از ۳ مگابایت به ۵۰ مگابایت افزایش یافت (قبل از اینکه ۲۰ مگابایت باشد) - پشتیبانی زبان ژاپنی از سیری |
| ۵.۱.۱ | 9B206       | ۷ می ۲۰۱۲      | رفع اشکالات |
| ۵.۱.۱ | 9B208       | ۲۵ می ۲۰۱۲     | رفع اشکالات |